# Salvador Bañuls y Navarro
Salvador Bañuls y Navarro (Bigastre, Baix Segura, 28 de juliol de 1910 - Barcelona, 5 de març de 1976) fou un militar valencià, veterà de la Guerra Civil Espanyola i de la Divisió Blava i capità general de Catalunya en els darrers anys del franquisme.

## Biografia
Ingressà a l'Acadèmia General Militar el 1929 i va assolir el grau de tinent el 1933. En esclatar la guerra civil espanyola va donar suport al bàndol nacional, i durant el conflicte va ascendir a capità el 1937 i a comandant el 1939. El 1941 va marxar a lluitar al Front Oriental amb la Divisió Blava, però fou ferit i va tornar el juliol de 1942. El 1946 es va diplomar a l'Escola d'Estat Major, on hi va prestar serveis fins al 1953. El 1953 fou nomenat cap del districte d'Instrucció Premilitar Superior (IPS) a Madrid, i el 1959 director de l'Acadèmia Auxiliar Militar. El 1965 fou ascendit a general de brigada i destinat com a cap d'Estat Major a la II Regió Militar. Ascendit a general de divisió, fou segon cap de tropes de la VIII Regió Militar i el 1969 Comandant General de Melilla El 7 de gener de 1972 fou ascendit a tinent general i el 22 de desembre del mateix any fou nomenat Capità general de Catalunya. Durant el seu mandat va formar part del consell de guerra que el 1975 va condemnar a mort les militants del FRAP María Jesús Dasca Penelas i Concepción Tristán López, les darreres dones condemnades a mort pel franquisme. Va morir el març de 1976 a Barcelona per càncer de pulmó.